# Језично-ждрелнa неуралгија
Језично-ждрелнa неуралгија (ЈЖН) или глософарингеална неуралгија  један је од облик неуропатског бола  и неуролошка  болест изазвана нарушеном функцијом језично-ждрелног живца замором, можданим ударом, инфекцијама, повредама или амиотрофичном латералном склерозом. Често се пореди са тригеминалном неуралгијом у презентацији и учесталости због значајног преклапања симптома и на тај начин изазива дијагностичку дилему.
Ово релативно ретко стање карактерише се понављајућим нападима јаког неноцицептивног бола или бол који није повезан са активацијом ћелија рецептора за бол у било ком делу тела,  узрокованог лезијом или болешћу соматосензорног система. Бол је локализована у задњем делу грла, подручју у близини крајника (тонзила), задњем делу језика, делу ува и / или подручју испод задње стране вилице. Бол се јавља због дисфункције 9. можданог живца (глософарингеални живац), који помаже у померању мишића грла и преноси информације из грла, крајника и језика у мозак.
Клиничку слику глософарингеалне неуралгије краткеришу напади јаког бола, локализовани у једној страни језика или грла, а понекад и уху.
Поремећај се дијагностикује на основу карактеристика бола и податка да бол престаје након локална анестезија примијењена на задњи део грла.
Иако одређени антиепилептици или антидепресиви, баклофен или локални анестетици могу ублажити бол, код тежих облика понекад је потребна операција.

## Историја
Године 1910, Вајзенбург је први описао ЈЖН као узрок тегоба код пацијента који му се јавио са болом у грлу и уху.
Године 1921, Харис је сковао термин „глософарингеална неуралгија“ описујући је као неуралгични болни синдром који карактеришу пароксизми једностраног и јаког ланцинирајућег бола у дистрибуцији нерва, који може бити изазван стимулацијом окидачких тачака у регионима језично-ждрелног живца. Бол може бити спонтан или појачан разним радњама које стимулишу регион који инервише језично-ждрелни живац, као што су зевање, кашаљ, гутање и разговор. 
Године 1933. Reichert је препознао бубну грану (Јакобсоновог нерва)  језично-ждрелног живца као узрок болова у уху код ЈЖН.
Вортис и сардниици 1942. године први су описали необичну презентацију ЈЖН као поремећај повезан са срчаним застојем и синкопом.

## Епидемиологија
Због више изолованих извештаја и недоступних података о популацији, тешко је утврдити учесталост ЈЖН у различитим деловима света. Катушић и колеге објавили су 39-годишњу ретроспективну студију, сппроведену од 1945. до 1984. године  међу становништвом Рочестера (САД). У њој је утврђено је да је инциденција ЈЖН у овој популацији 0,7/100.000 становника/годишње (0,9 и 0,5 код мушкараца и 0,5 код жена, што је респективно). Поред тога, 25% испитаника је имало билатералне симптоме. Закључили су да је ЈЖН генерално блага болест, јер благи напади нису били неуобичајени, са само 3,6% оболелих који имају други годишњи рецидив. Само 25% испитаника  је подвргнуто операцији ради ублажавања симптома.
Укратко, језично-ждрелнa неуралгија је релативно ретка у поређењу са тригеминалном неуралгијом и обично је једнострано болно стање које је чешће код жена средњих година.

## Релевантна анатомија
Језично-ждрелни живац је мешовити кранијални нерв са сензорним и моторним компонентама. Прима соматска сензорна влакна из орофаринкса, задње трећине језика, Еустахијеве тубе, средњег уха и мастоида. Сензорно снабдевање средњег уха и мастоида пролази дуж бубне гране или Јакобсоновог нерва.  Језично-ждрелни живац такође прима специјална сензорна влакна за укус у задњој трећини језика, као и аферентне улазе хеморецептора и барорецептора из каротидног тела и каротидних синуса. 
Друга важна грана је каротидни синусни живац (Херингов живац) који снабдева каротидно тело и каротидни синус. Он централно преноси информације о хеморецептору и барорецептору на истезање за респираторну, циркулаторну рефлексну функцију и може бити одговоран за аритмогеност ЈЖН.

## Етиологија
Иако узрок глософарингеалне неуралгије често остаје непознат, као могући узрци оштећења хипоглосалног нерва наводе се:
- абнормално позиционирана артерија или избочење (анеуризма) артерије у врату (каротидна артерија),  која врши притисак (компресију) на глософарингеални живац, близу места где живац излази из можданог стабла,
- абнормалност костију на дну лобање, нпр. дуга, шиљаста кост у бази лобање (стилоидни наставак)  која је абнормално дугачка и притиска живац.
- тумор мозга или врата,
- апсцес,
- мултипла склероза,
- мождени удар,
- инфекција можданог стабла (енцефалитис можданог стабла)
- повреда врата, која се може десити након хируршког уклањања блокаде артерије на врату (ендартеректомија),
- амиотрофична латерална склероза

Глософарингеална неуралгија, спада у групу ретких поремећај, који обично почиње након 40. године живота и чешће се јавља код мушкараца.

## Клиничка слика
У глософарингеалној неуралгији, иако су напади бола кратки и јављају се повремено, они узрокују неподношљив бол. Могу бити изазвани одређеном радњом, као што је жвакање, гутање, разговор, зевање, кашљање или кијање. Бол обично почиње на задњем делу језика и грла или у подручју око крајника. Понекад се бол шири на ухо или на подручје задње стране вилице. Бол може трајати неколико секунди до неколико минута и обично утиче само на једну страну грла и језика.

## Дијагноза
Дијагноза се поставља на основу анамнезе, физикалног прегледа и тестова у које спадају:
- Тест заснован на примени апликатор с памучним врхом и локалним анестетиком. Током теста, лекар додирује задњи део грла апликатором с памучним врхом. Ако анестетик уклања бол, веројатни је узрок глософарингеална неуралгија.

- Магнетска резонантна томографија, која се користи за детекцију постојања тумора.

- Компјутеризована томографија, која се користи како би се утврдило да ли је стилоидни процес абнормално дугачак.
- Кичмена пункција (лумбална пункција) која може бити неопходна код сумње на рак или инфекцију.

## Диференцијална дијагноза
Глософарингеална неуралгија се разликује од тригеминалне неуралгије (која узрокује слични бол) на основу локализације бола или резултата специфичног теста.  

## Терапија

### Лекови
Исти лекови који се користе за лечење тригеминалне неуралгије користе се и код ове неуралгије — антиепилептици како би се утврдило је ли стилоидни наставак абнормално дугачак.
Ако су ови лекови без резултата, примена локалног анестетика (као што је лидокаин) на задњи део грла може пружити привремено олакшање (али и потврдити дијагнозу).

### Хируршка терапија
Када пацијент постане рефракторан или нетолерантан на лекове, следећа опција лечења је операција. Међутим, хируршка терапија је повезана са високим морбидитетом пацијената и ограничена је на млађе пацијенте. 
Ове хируршке процедуре неопходне су за лезије извана абнормално позционираном артеријом. Захватом који се назива микроваскуларна декомпресија (МВД),  језично-ждрелби живац се одваја од артерије која га притиска стављањем малог сунђера између њих.  За поступак је потребна општа анестезија, а ризик од нуспојава је мали. Са усавршавањем микрохируршких и анестезиолошких техника, микроваскуларна декомпресија (МВД) се показала као ефикасан и безбедан доступан третман и требало би да се сматра првом линијом лечења ЈЖН отпорне на лекове.  Према једној од студија, МВД је обезбедила потпуно ублажавање болова у 76% случајева и значајно побољшање у наредних 16%.  посебно код пацијената са изолованим симптомом бола у грлу.
Екстракранијална неуротомија и перкутана радиофреквентна ризотомија су ограничене на оне пацијенте који нису успели са медицинском терапијом и не могу да толеришу отворену интракранијалну процедуру. Стилектомија урађена због издуженог стилоидног наставка је обећавајућа, након што су искључени централни узроци ЈЖН и дијагностиковано удружено повећање стилоидног наставка.
Екстракранијална неуротомија и перкутана радиофреквентна ризотомија су ограничене на оне пацијенте који нису успели са медицинском терапијом и не могу да толеришу отворену интракранијалну процедуру. Недавно су објављени различити извештаји о случајевима који су показали корисне ефекте пулсне радиофреквентне неуролизе (ПРФН) и операције гама ножем. ПРФН је недеструктивна неуромодулаторна метода за лечење идиопатског и секундарне ЈЖН. Кратки импулси радиофреквентне енергије, испоручени на константној температури, производе централне и периферне неуромодулаторне ефекте.
Стилектомија урађена због издуженог стилоидног процеса је обећавајућа, након што су искључени централни узроци ЈЖН  и дијагностиковано удружено повећање стилоида.

## Прогноза
Прогноза зависи од узрока проблема и ефикасности првовременог третмана. Хирургија се сматра ефикасном за људе који немају користи од лекова.

## Компликације
Као могуће компликације наводе се:
- Успорен пулс и несвестица могу се јавити када је бол јак
- Оштећење функције каротидне артерије или унутрашње југуларне артерије услед повреда, као што је убодна рана, која може бити повезана са глософарингеалном неуралгојом.
- Потешкоће у гутању хране и говору
- Нежељени ефекти који могу настати након коришћења лекова